# Safia Boukhima
Safia Boukhima (ur. 10 stycznia 1991 w Bidżaja) – algierska siatkarka grająca na pozycji przyjmującej. Aktualnie występuje w zespole ASW Bejaia. Była członkiem drużyny która grała na Igrzyskach Olimpijskich w Pekinie w roku 2008.